# Huelga de brazos caídos en Costa Rica de 1947
Se conoce como huelga de brazos caídos en la historiografía costarricense a una huelga general que se llevó a cabo entre el 21 de julio y el 3 de agosto de 1947 como parte de una estrategia organizada por la oposición al gobierno calderonista de Teodoro Picado Michalski y exacerbado por las venideras elecciones de 1948 en que se medían tensamente el candidato oficialista Rafael Ángel Calderón Guardia del Partido Republicano Nacional en alianza con el Partido Comunista y el candidato opositor Otilio Ulate Blanco. La huelga fue convocada por la oposición y consistió en un paro de labores y actividades económicas; cierres de comercios e incluso de centros educativos, principalmente en la Universidad de Costa Rica que se sumó a la huelga. Por esta época se acuñó el lema «no le compre, no le venda» en referencia a los calderonistas. 
La sociedad costarricense, ya dividida agriamente entre oficialistas y opositores, y que había enfrentado en las pasadas elecciones incluso enfrentamientos violentos que habían dejado algunas víctimas mortales, se encontró también con una grave polarización durante la huelga. Manifestaciones opositoras organizadas por el Partido Social Demócrata en Cartago (provincia bastión de la oposición) fueron duramente reprimidas por la policía,  hecho que fue exaltado en los periódicos de oposición como el Diario de Costa Rica que pertenecía a Ulate. También se dieron arrestos de líderes opositores como Rodrigo Facio y Daniel Oduber, que fueron luego liberados.
Otro elemento importante fueron las luchas entre ramas juveniles y estudiantiles, particularmente entre los jóvenes comunistas y socialdemócratas que se tornaron muy violentas.  En la Universidad de Costa Rica las luchas entre estudiantes y docentes de uno u otro bando generaron disputas constantes y caóticas, en especial en el seno del Consejo Universitario y la renuncia del rector Luis Demetrio Tinoco Castro al ser acusado de beligerancia política, aun cuando fue exculpado por una investigación del Tribunal de Honor.  En aquella época la rama estudiantil del Partido Republicano era la Asociación Política de los Estudiantes Costarricenses (APEC) que contaba 600 estudiantes de un total de 1258.
Finalmente tras negociaciones entre gobierno y oposición se depuso la huelga el 3 de agosto de 1947 después de que el gobierno accediera a crear un Tribunal Nacional Electoral que dejó en manos de la oposición. Esto, sin embargo, no evitaría el estallido de la guerra civil de 1948 cuando, tras realizarse las elecciones, el Congreso Constitucional anuló los resultados alegando fraude electoral.